# Orosz László Wladimir
Orosz László Wladimir (Miskolc, 1966. március 8. –) magyar író, költő, filozófus, hermetikus, asztrológus, számos csillagászati és asztrológiai szoftver fejlesztője, a szinoptikus asztrológia (Synoptical astrology) elméletének megalkotója, a tradicionális létszemlélet egyik képviselője.

## Élete
Gyermekkorát egy Hernád-völgyében található kis községben, Aszalón töltötte. Apai nagyapja – német–orosz szakos tanár, kántortanító és néprajzkutató – 1920-ban költözött a Felvidékről Borsodba. Anyai ági felmenői bodrogközi gazdálkodók. Középiskolai tanulmányait a Diósgyőri Gimnáziumban végezte, diplomát a Debreceni Egyetem (akkori Kossuth Lajos Tudományegyetem) Bölcsészettudományi Karán szerzett 1990-ben.

## Munkássága
Korai művében C. G. Jung komplex pszichológiájának spirituális vonatkozásait vizsgálja; arra keresi a választ, hogy a jungi mélylélektan ismert kategóriái miként válhatnak a metafizikai realizáció támasztékaivá. A széles körű hivatkozásokra és analógiákra bátran építő szerző nézőpontja így – miként az egész életműben – a jungi introverzión és extraverzión túlmutató módon következetesen centrovertált.
Asztrológiai témájú művének alapvető célkitűzése a determináció és a szabad akarat paradoxonának – a szakirodalomban eddig csak nagyon kevéssé figyelembe vett – bemutatása. Egyazon princípium tudati átélésbeli különbözőségei más-más szintű sorsesemények köntösében jelennek meg a különböző képletekben; a „szabadság-mozzanat” jelenléte a spirituális(abb) nativitás esetében a fátum-szerűséget csökkenti vagy feloldja.
Színelmélete (Szivárványhídon át) – olykor a goethei-steineri teóriával polemizálva – koherens, metafizikai alapelveken nyugvó ezoterikus színelmélet, mely már a kiindulásnál elhatárolódik a szcientista indíttatású „prizmakísérletektől”, hangsúlyozva, hogy „a Fénytörés princípiuma maga a Lélek”.
Költeményei zárt kompozíciójú alkotások, ütemhangsúlyosak, időmértékesek, szimultán verselésűek – ezek hiányában a mitikus képi rendszer benső koherenciája strukturálja a verseket, melyek semmi esetre sem ad hoc módon létrehozott „szövegek” a posztmodern irodalmi törekvések és elvárások örvényében. A szerző úgy tartja, hogy "egy vers annyiban autentikus, amennyiben megőrzött még valamit az ősi-mágikus költészet erejéből; ezen erő a nyelvi architektúra kaleidoszkópszerűen átfejlő kristály-formáiban ébred, egy olyan alkotói jelenlét által vezérelten, mely a Teremtés szakrális játékának analogonja.” (Tua maxima culpa)
A 2010-es évektől kezdve figyelme egyre inkább a nyelv-metafizika problematikája felé fordul, az archaikus nyelvek felépítését vizsgálva keresi a „mágikus nyelvhasználat” „irodalmiságon túli” lehetőségeit; azt a szubtilis nyelvi létmódot, melyre a középkori alkimisták egyebek mellett „Langage des Oiseaux” („Madarak Nyelve”) kódolással hivatkoztak.
2015-ben felkérésre a „Kettőskereszt” című hiánypótló tanulmánykötetbe ír értekezést, amelynek keretében e szimbólum hermetikai-alkímiai konnotációit mutatja be.
Előadást, kurzust tartott egyebek mellett a Szintézis Szabadegyetemen, a Javasünnepeken, a Hamvas Béla Körben és a Last Exit-ben.
Az általa megalkotott szinoptikus asztrológia szemléleti alapja és lényege – dióhéjban – a következő: az Ember metafizikai lénye egy Vertikumként értelmezhető, melynek a földi-emberi életút mindössze egy „horizontális szelete”; ezt a sors-vetületet a tropikus zodiákus kontextusában működtethető „nyugati asztrológia” megfelelő pontossággal bemutathatja, azonban a post mortem (halál utáni) létszintek vonatkozásában – azaz a továbbélő (személyes) tudat magasabb módosulatainak szintjén – a tropikus rendszer kompetenciája megszűnik, s az ekválszektoriális sziderikus (dzsjótis), valamint az inekválszektoriális konstellacionális zodiákus valósága válik meghatározóvá. E két utóbbi zodiákus szintjén – mivel a „linga sarírá”-val analóg szubtilis szinteken (lunáris és szangvinikus Mercurius, étertesti és asztrális szint) tartózkodunk – nem csupán a „lokális determináció” szűnik meg, hanem a zodiákus jegyek térbeli és időbeli viszony-rendszere is; szimbólumok térbeliségen és időbeliségen túli együtt-létéről beszélhetünk csupán. A nem-ekválszektoriális tényleges csillagképekben való bolygó-pozíciók elégséges helyzetmeghatározásához bevezeti a „dinamikus fok” fogalmát (minden csillagkép – legyen az bármilyen ívkiterjedésű – harminc egyenlő részre osztatik). Szinoptikus asztrológiai szemléletének adekvát bemutatásához alkotta meg az Inner Sky Electrum asztrológiai programot.

### Önálló kötetek
- C. G. Jung pszichológiájának alapelemei az archaikus létszemlélet fényében. Stalker, 1999
- A Jelen és az Idő. Stalker, 2001
- Szivárványhídon át. A színek jelentéséről, eredetéről és erejéről. Norna, 2006
- Tua maxima culpa. Norna, 2006

### Költemények
- V. I. T. R. I. O. L. – Huszonegy petrarcai szonett
- V. I. T. R. I. O. L. – Huszonegy petrarcai szonett
- Tua maxima culpa

### Online elérhető értekezések és esszék
- Az égig érő életmű pillérei (Komjáthy Jenő lírájáról)
- A Tükör-palota antropológiája (Weöres Sándor költészetéről)
- A burmai Arany-szikla
- A Kettőskereszt mint hermetikai-alkímiai szimbólum
- "Kelta Zöld"
- Aranyláz a Benső Alaszkában
- A napórák bölcsessége
- Sri Ramana Maharsi radix-képlete a nyugati horoszkópia tükrében

### Kurzus, előadás, média
- Alkímia és Realizáció 1. – 2016. 04.06. (Szintézis-kurzus)
- Alkímia és Realizáció 2. – 2016. 05.04.
- Alkímia és Realizáció 3. – 2016. 06.01.
- Másik Világ – Beszélgetés a post mortem lehetőségekről R. Kárpáti Péterrel és Paulínyi Tamással (Hatoscsatorna) – 2017. 05.30.

### Fordítások
- René Guénon: Szent Bernát. Stella Maris, 1995. (Egy kötetben a Bódvai András által fordított Dante ezoterizmusa című írással.)
- Fulcanelli: Ádám és Éva mítoszának alkímiai analógiái. Kézirat, é. n.

### Fontosabb szoftverek
- Inner Sky Electrum 2.2 (Szinoptikus csillagismereti és asztrológiai szoftver)
- Inner Sky Discovery 1.0
- Ra Sun Boat Magic Platinum Edition (Egyiptomi csillagbölcselet)
- Placidusi félívekre épülő primer direkciós szoftver (Astrology Forecast 3.2)
- Genius Loci 3.1 (Asztronómiai és asztrológiai szoftver)
- ISON Comet Viewer
- PANSTARRS Comet Viewer (Üstökös-megfigyelő programok)